# Araneus ejusmodi
Araneus ejusmodi är en spindelart som beskrevs av Friedrich Wilhelm Bösenberg och Embrik Strand 1906. Araneus ejusmodi ingår i släktet Araneus och familjen hjulspindlar. Inga underarter finns listade i Catalogue of Life.